# Conyers Darcy
Sir Conyers Darcy ou Darcey, (c. 1685- 1er décembre 1758), de Aske, près de Richmond, dans le Yorkshire, est un officier de l’armée britannique, courtisan et homme politique whig qui siège à la Chambre des communes entre 1707 et 1758.

## Jeunesse

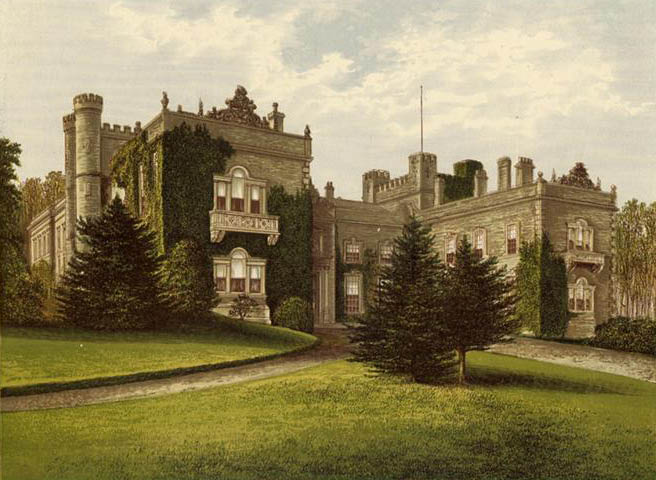
Aske Hall, North Yorkshire, vers 1880

Il est le deuxième fils survivant de Hon. John Darcy, député, et son épouse Bridget Sutton, fille de Robert Sutton, 1er baron Lexington. Il est le frère cadet de Robert Darcy (3e comte d'Holderness). Il fait probablement ses études au collège d'Eton en 1698 et s'inscrit comme compagnon roturier du King's College (Cambridge) en 1703. Il rejoint l'armée et est cornette et major dans les 1er Life Guards de 1706 à 1715.

## Carrière
Il est élu député du Yorkshire lors d'une élection partielle le 3 décembre 1707, mais est battu aux élections générales britanniques de 1708. Il refuse de se présenter aux élections générales de 1710. En 1710, il devient gentilhomme du cheval et, en 1711, avener et commis martial. De 1712 à 1714, il est l'un des commissaires du bureau du maître du cheval .
Aux élections générales de 1715, Darcy est réélu député de Newark. Il est à nouveau nommé commissaire au poste de maître du cheval en 1715. En 1717, il entre dans l'opposition à Walpole et vote contre le gouvernement à plusieurs reprises. Il perd donc tous ses postes officiels. Lorsque les Whigs reviennent au pouvoir par la suite, il est  nommé maître de la maison en 1720. Lors des élections générales britanniques de 1722, il est réélu à Boroughbridge et à Richmond et choisit de siéger à Richmond. En 1725, il est investi en tant que Chevalier Fondateur et Commandeur de l'Ordre du Bain. En 1727, il est nommé Lord Lieutenant du North Riding of Yorkshire, poste qu'il occupea jusqu'en 1740. Il est initialement battu lors du scrutin aux élections générales de 1727, mais il est déclaré élu par requête le 14 mars 1728. Il est promu au poste de Contrôleur de la maison et admis au conseil privé en 1730. Il est réélu pour Richmond à nouveau aux élections générales de 1734 et 1741. En 1747, il est réélu pour le Yorkshire et Richmond et choisit cette fois de siéger pour le Yorkshire. Il est réélu pour le Yorkshire aux élections générales de 1754.

## Famille et héritage
Il épouse Mary Lady Capell, veuve d'Algernon Capell (2e comte d'Essex) et fille de Hans Willem Bentinck (1er comte de Portland) en août 1714. Il achète Aske Hall (en) près de Richmond en 1722 et l'a profondément remodelé. Son épouse est décédée le 20 août 1726 et le 12 septembre 1728, il épouse Elizabeth, fille (deux fois veuve) de John Rotherham de Much Waltham, Essex. Ses ex-maris sont Sir Theophilus Napier, 5e baronnet de Luton Hoo, Bedfordshire, et Thomas Howard, 6e Lord Howard d’Effingham. Il est gouverneur fondateur de la Foundling Hospital de Londres, une organisation caritative créée pour s'occuper des enfants trouvés.
Il meurt sans descendance le 1er décembre 1758. Aske Hall est vendu en 1763 par Robert Darcy (4e comte d'Holderness) à Lawrence Dundas (1er baronnet).